# Dreambeach Festival
Dreambeach Festival es un festival de música electrónica que se celebra anualmente en Retamar-El Toyo (Almería). El festival, que comenzó en 2013 como heredero del famoso Creamfields Andalucía, se ha consolidado como uno de los eventos de música electrónica más importantes del país. Entre 2013 y 2023 tenía lugar en Villaricos (Almería) y también era conocido como Dreambeach Villaricos.
Dreambeach abarca una amplia variedad de géneros musicales, incluyendo big room, tech house, techno, trance, hardstyle, drum and bass, dubstep y breakbeat entre muchos otros. El festival cuenta con varios escenarios donde se presentan tanto artistas internacionales de renombre como talentos emergentes y nacionales.
En 2024, se produjo el cambio de ubicación a Retamar-El Toyo, el cual proporciona mejores conexiones y mayor accesibilidad para los asistentes, ya que se encuentra cerca de la ciudad de Almería, del aeropuerto y de las principales vías de transporte. Esta nueva localización ofrece una amplia oferta de alojamientos y una zona de acampada cerca del recinto de conciertos, manteniendo la esencia del festival en un entorno natural junto al mar.
Desde 2019, Dreambeach también se celebra en Chile, llevando la esencia del festival a Sudamérica.

## Ediciones (España)

### 2013
Viernes 9 de agosto
| Escenario           | Artistas |
| ------------------- | --- |
| Barceló Stage       | Dimitri Vegas & Like Mike, Borgore, Nervo, Gareth Emery, Noisia, The Prodigy, Waka Flocka Flame, Cyberpunkers, Dub Elements. |
| Dreams Tent         | Loco Dice, Umek, Chris Liebing, Technasia, Paul Ritch, Marc Marzenit, Timo Maas, Henry Saiz, Cora Novoa, Robert Dietz.       |
| San Miguel Open Air | Dj Murphy vs A.Professor, Fatima Hajji, Reeko, The Zombie Kids, Gomad! & Monster, Toni Varga, Maral Salmassi, Eric Sneo.     |
| Bulls Stage         | Les Castizos, Nhitto, Raúl Alkázar, Lollypop, Álex Sánchez & Javi Martín, Raro & Morini, Dj Mind, Charles D'Cost             |

Sábado 10 de agosto
| Escenario           | Artistas |
| ------------------- | --- |
| Barceló Stage       | Laidback Luke, Feed Me, Vitalic, Mauro Picotto, Anthony Rother, James Zabiela, Los Suruba, D.Low, Javy Union, Dezibelio, La Inesperada Sol Dual |
| Dreams Tent         | Ben Sims, Steve Lawler, Uner, Hernán Cattaneo, Amo & Navas, Gonçalo, JC Morillo, Alberto Rodríguez, Josh Wink, C-System.                        |
| San Miguel Open Air | Camo & Krooked, Pendulum, Foreign Beggars, Monsta, Christian Wünsch, Reeko, Horacio Cruz, Quini Rivera, Maza, Carlos Díaz, Pepo.                |
| Bulls Stage         | Raúl Pacheco, Karretero, Tiza, Álvaro Martín, MEMO, KENNY, Disco Mordisco, D.C, Carlos Bros.                                                    |

### 2014
Jueves 7 de agosto
| Escenario    | Artistas |
| ------------ | --- |
| Camping Área | Yellow Claw, Julio Navas, JC Morrillo & Juan Chazo, Víctor Sada & Fran García, Carlos Díaz & Víctor Fernández, Muriel, Nhitto. |

Viernes 8 de agosto
| Escenario           | Artistas |
| ------------------- | --- |
| Stage Brugal        | Snoop Dogg, Borgore, Krewella, Zomboy, Pegboard Nerds, Dub Elements, Aphex, Cristian Desmedt.                                   |
| Dreams Tents        | Marco Carola, Adam Beyer, Joris Voorn, Carl Cox, Joseph Capriati, Paco Osuna, Agoria, Matthias Tanzmann, Marco Bailey.          |
| Open Air San Miguel | Flux Pavilion, Tantrum Desire, Friction Ft. Linguistics, Benny Page, Les Castizos, La Musique D'Ordenateur, Nasty Boys, Rivery. |
| Bulls Stage         | Cristian Varela, Fernanda Martins, Fatima Hajji, Chus & Ceballos, Dj Lukas, Dosem, Horacio Cruz, Hosse                          |

Sábado 9 de agosto
| Escenario           | Artistas |
| ------------------- | --- |
| Stage Brugal        | W&W, Armin van Buuren, Knife Party, Netsky, Julian Jordan, Brian Cross, Dj Nano, Bony Stuche.                                          |
| Dreams Tents        | Richie Hawtin, Technasia, Uner, Josh Wink, Edu Imbernon, Gonçalo, Ismael Rivas, Ramiro López, Cuartero.                                |
| Open Air San Miguel | I Am Legion (Noisia X Foreing Beggars), Doctor P, Modestep, Black Sun Empire, Gomad! & Monster, Stile, Lollypop, Robert Mendoza, Maza. |
| Bulls Stage         | Jeff Mills, Uto Karem, Óscar Mulero, Spiros Koloumenos, Gaetano Parisio, Christian Smith, Perc, Javy Union, Dani JR.                   |

### 2015
Jueves 6 de agosto
| Escenario    | Artistas |
| ------------ | --- |
| Camping Área | Oliver Heldens, Sam Feldt, Egbert, Paco Osuna, Fer BR, Gioser, Vicente OMT, Dani Lobato, Luis Muriel, Joel The Gussy. |

Viernes 7 de agosto
| Escenario           | Artistas |
| ------------------- | --- |
| Stage Brugal        | R3hab, Eric Prydz, Blasterjaxx, Headhunterz, Fatboy Slim, Danny Ávila, Dj Fresh, Sigma, Oto.                 |
| Dreams Tents        | Sven Väth, Luciano, Nina Kraviz, Matador, Pan Pot, Marcel Dettman, Ben Klock, Javy Union.                    |
| Open Air San Miguel | UZ, Camo & Krooked, Calyx & Teebee, Spor, Bare Noize, Beauty Brain, Neonlight, SFDK.                         |
| Bulls Stage         | Carl Craig, Stacey Pullen, Octave One, Derrick May, Dosem, Marc Maya, Toni Varga, Raúl Pacheco, Manu Sánchez |

Sábado 8 de agosto
| Escenario           | Artistas |
| ------------------- | --- |
| Stage Brugal        | Nicky Romero, Armin van Buuren, Paul Van Dyk, Sander Van Doorn, Deorro, Sub Focus, Chase & Status, Nero, Mahza, Madds.                                                     |
| Dreams Tents        | Maceo Plex, Paul Kalkbrenner, Dixon, Dubfire, Gonçalo, Damian Lazarus & The Ancient Moons, Dense & Pika, Âme, Vynl Show Cadenza: Angy & Ernesto Ferreyra & Franco Cinelli. |
| Open Air San Miguel | Kill The Noise, Pendulum, Noisia, Andy C, Code Black, Wasted Penguinz, Space Elephants, Sandro & The River, Dub Elements, Kill The Hipsters, The Privilege.                |
| Bulls Stage         | Paula Cazenave, Nieriech, Fatima Hajji, D Low, Dj Pepo, Candy Cox, Pet Duo, Horacio Cruz, Nachap Sound.                                                                    |

### 2016
Asistentes: 160.000 personas.
Jueves 11 de agosto
| Escenario    | Artistas                                                                                       |
| ------------ | ---------------------------------------------------------------------------------------------- |
| Camping Área | 2Maniaks, Gioser, The Privilege, Ramón Basso, D & C, Ness Navarro.                             |
| Stage Brugal | Pendulum, Óscar Mulero, Christian Wünsch, Raúl Pacheco, Reeko, Gelab, Oliver Nardona, Dani HR. |

Viernes 12 de agosto
| Escenario           | Artistas |
| ------------------- | --- |
| Stage Brugal        | DJ Snake, deadmau5, Nervo, Carnage, Headhunterz, Knife Party, Feed Me, Brian Cross, Eyes Of Providence, Heels To Kill. |
| Dreams Tents        | Carl Cox, John Digweed, Nic Fanciulli, Laurent Garnier, Cristian Varela, Jon Rundell, Nicole Moudaber, Javy Union.     |
| Open Air San Miguel | Zomboy, Yellow Claw, Dub Elements, Dirtcaps, Excision, The Prototypes, Mefjus, Dimension, Dremen.                      |
| Bulls Stage         | Jeff Mills, Rodhad, Len Faki, Planetary Assault System, Edu Imbernon, Hosse, Claptone, Cuartero.                       |

Sábado 13 de agosto
| Escenario           | Artistas |
| ------------------- | --- |
| Stage Brugal        | Dimitri Vegas & Like Mike, 50 Cent, Die Antwoord, Aly & Fila, Cosmic Gate, Juicy M, Nach, Natos & Waor, Semai. |
| Dreams Tents        | Richie Hawtin, Jamie Jones, Seth Troxler, Luciano, Gonçalo, Audion, Mano Le Touhg, Freshkitos, Álvaro Sánchez. |
| Open Air San Miguel | Brennan Heart, Camo & Krooked, Teddy Killerz, Coone, Wildstylez, Mefjus, Audio, Dirtyphonics, Vicente OMT.     |
| Bulls Stage         | Blawan, Joel Mull, Fatima Hajji, Klaudia Gawlas, Viper XXL, Rebekah, Dj Nuke, Horacio Cruz, Du Art, Pararel.   |

Domingo 14 de agosto
| Escenario  | Artistas |
| ---------- | --- |
| elrow      | Eats Everything, Matthias Tanzmann, Uner, Technasia, Marc Maya, De La Swing, Toni Varga, Eddie M.           |
| Bass Tents | Black Sun Empire, Dope DOD, Benny Page, Dj Nano, Gomad! & Monster, Subshocks & Evangelos, Mahza, Ionutz Dj. |

### 2017
Asistentes: 175.000 personas.
Jueves 10 de agosto
| Escenario     | Artistas |
| ------------- | --- |
| Camping Stage | Carlos Chaparro, Hosse, Moore MK, Arturo Grao, José AM, José M Duro, José M Duro, Javi Sánchez, Gonçalo, Sr. Truman, Alterminds, System Of Loudness, Arxip, Ionutz Dj, Ramón Basso. |

Viernes 11 de agosto
| Escenario                            | Artistas |
| ------------------------------------ | --- |
| Stage Brugal                         | Marshmello, Oliver Heldens, Dillon Francis, Quintino, Sander van Doorn, MHD, Brian Cross, Mala Rodríguez, Ayax & Prok.              |
| Pokestar Dreams Tents                | Seth Troxler, Joris Voorn, Umek, Matador, Nicole Moudaber, Coyu.                                                                    |
| Open Air San Miguel (La Resistencia) | Sensity World, Chimo Bayo, Raúl Ortiz,La Luna, Paco Pil, Chumi, Ian Van Dahl, Spanic, Rafa XL.                                      |
| Bull Tent                            | Fernanda Martins, No Dolls (Candy Cox & Daniela Haverbeck), Svetec, Flug, Paula Cazenave, Junior, Josevi.                           |
| Camping Área                         | Eyes Of Providence, Arturo Grao, José AM, José M Duro, José M Duro, Ness Navarro, Antonio Torres, DKATT, Pedro Panona, Ramón Basso. |

Sábado 12 de agosto
| Escenario             | Artistas |
| --------------------- | --- |
| Stage Brugal          | David Guetta, Nicky Romero, Don Diablo,W&W, Tchami, Borgeous, Project One (Headhunterz & Wildstylez), CYA.   |
| Pokestar Dreams Tents | Loco Dice, Carl Cox, Hot Since 82, Eats Everything, Serge Devant, Popof,, Julian Jeweil, Anna, Cuartero.     |
| Open Air San Miguel   | Noisia,Andy C, Sub Focus, Modestep, 12TH Planet, Delta Heavy,High Contrast, The Zombie Kids, Blanca Ross.    |
| Bull Tent             | Marco Bailey, Spartaque, O Phase, Surgeon & Lady Starlight, Dosem, Ramiro López, Horacio Cruz, Raúl Pacheco. |
| Camping Área          | Luis Muriel, Skypic, Pio Palles Project, Ramón Basso.                                                        |

Domingo 13 de agosto
| Escenario             | Artistas |
| --------------------- | --- |
| Stage Brugal          | Pendulum, Ferry Corsten, Nervo, Yves V, Vini Vici, Grandtheft, Alterminds.                                                                                 |
| Pokestar Dreams Tents | Marco Carola, Adam Beyer, Paco Osuna, Luciano, Maya Janes Cole, Marco Faraone, B. Traits, Gonçalo.                                                         |
| Open Air San Miguel   | Wilkinson, Culture Shock, Barely Alive, Mollie Collins, Neonlight, Dub Elements, Beauty Brain, Oto.                                                        |
| Bull Tent             | Angerfist, Noisecontrollers, Brennan Heart, Radical Redemption, Gunz For Hire, Atmozfears, Code Black, Audiotricz, Villain, The Beast Project, Stereocode. |
| Camping Área          | Alterminds, Ness Navarro, Pedro Panona,Luis Muriel, Antonio Torres, DKATT, Ramón Basso.                                                                    |

Lunes 14 de agosto
| Escenario             | Artistas |
| --------------------- | --- |
| Stage Brugal (elrow)  | Pan Pot, wAFF, Nastia, Marc Maya, de la Swing, George Privatti.                                                      |
| Pokestar Dreams Tents | Tiësto, Borgore, Netsky, Chase & Status, Fant4stik, Critical Soundstystem ( Emperor, Kasra), B Jones, Gioser, Mahza. |

### 2018
Asistentes: 155.000 personas.
Miércoles 8 de agosto
| Escenario     | Artistas |
| ------------- | --- |
| Camping Stage | Raúl Pacheco, Hosse, Quini Rivera, Arturo Grao, José AM, José M Duro, José M Duro, Javi Sánchez, Gioser, Alterminds, Ness Navarro, DKATT, Pio Valles Project, Jesús Toledo, Brain Brakers. |

Jueves 9 de agosto
| Escenario     | Artistas |
| ------------- | --- |
| Stage Brugal  | Axwell & Ingrosso, Don Diablo, Timmy Trumpet, Ummet Ozcan, SFDK, Natos & Waor, Mala Rodríguez, Denom.                                                                                              |
| Dreams Tents  | Patrick Topping, Skream, Assailants (Ben Sims, Truncate), Óscar Mulero, Lweis Fautzi, Oxim, Marc Maya, Christian Smith, Víctor Ruíz, Anna Tur, Buljat, Exium, Reeko, Frank Storm, Ignacio Morales. |
| Camping Stage | Moore MK, Guillermo Monedero, Tony Rosa,Luis Muriel, Hakk, Ricky Ferro, Dj Nacho Lara. |

Viernes 10 de agosto
| Escenario           | Artistas |
| ------------------- | --- |
| Stage Brugal        | Martin Garrix, Nervo, Alan Walker,Chocolate Puma, Brennan Heart, Coone, Da Tweekaz, Will Sparks, Vintage Culture, José AM & Arturo Grao.       |
| Dreams Tents        | Loco Dice, Richie Hawtin, Paco Osuna, Ricardo Villalobos, The Martinez Brothers, Maceo Plex, Technasia, Amelie Lens, Uner, Gonçalo.            |
| Open Air San Miguel | Barong Family Takeover: (Yellow Claw, Cesqeaux, Moksi, DOLF), Dirtyphonics, Virtual Riot, Seven Lion, Slushii, Funtcase, Cookie Monsta, Mahza. |
| Hard Camp           | The Prayah, Korsakoff, Zatox, Bass Modulators, Sub Zero Project, MANDY, Vicente One More Time, Rufo & Yeyo.                                    |

Sábado 11 de agosto
| Escenario           | Artistas |
| ------------------- | --- |
| Stage Brugal        | Hardwell, KSHMR, GTA, Vini Vici, Kura, Sunnery James & Ryan Marciano, Ace Ventura, JP Candela, Brian Cross, Wally López.            |
| Dreams Tents        | Solomun, Jamie Jones, Tale Of Us, Patrice Bäumel, Recondite, Adriatique, Agents Of Time, Stefano Noferini, Miguel Garji & Villalta. |
| Open Air San Miguel | Andy C, Black Sun Empire, The Upbeats, Kings Of Roller, Dj Hype & Dj Hazard, Killbox, Dj Marky, Save The Rave, Oto, Kursiva.        |
| Red Planet          | Rebekah, Paula Temple, Blawan, The Advent, Raffaele Attanasio, Horacio Cruz, Flug, Orbe, C-System, Alterminds.                      |

### 2019
Asistentes: 160.000 personas
Miércoles 7 de agosto
| Escenario               | Artistas |
| ----------------------- | --- |
| Welcome Villaricos      | Cat Dealers, Hiddn, Dj Junior, Groove Amigos, Mon Dj, Gioser, Alterminds, Luis Muriel, Tony de Rosa, Guillermo Monedero, Djude, Ben Sherwood. |
| Its All About The Music | Francisco Allendes, Anna Tur, Cristian Viviano , Eder Álvarez , Hosse , Sergio Parrado vs Jee Bear.                                           |

Jueves 8 de agosto
| Escenario          | Artistas |
| ------------------ | --- |
| Stage Brugal       | Armin van Buuren, W&W, Coone, Infected Mushroom, Sunnery James & Ryan Marciano, Maurice West, Todd Helder, Brian Cross, Abel The Kid (ATK1). |
| Dreams Tents       | Seth Troxler, Tiga, Claude Vonstroke, Uner, Umek, Horacio Cruz, Chus & Ceballos, Rafa Barrios, Raúl Pacheco, Manu Sánchez.                   |
| Swim & Dance Stage | Quini Rivera, I Am Jas, Ness Navarro, Ohuna, Candela, Daniel Berenguel, Umak.                                                                |
| U’Rock Urban Stage | Bad Gyal, Fusa Nocta, Anier, Todo El Rato, XJS, Vegas Brothers, Sam Gez.                                                                     |

Viernes 9 de agosto
| Escenario           | Artistas |
| ------------------- | --- |
| Stage Brugal        | Steve Aoki, Don Diablo, Paul Kalkbrenner,I AM Hardstyle Takeover (Brennan Heart, Villain, Ran D, Da Tweekaz, Code Black vs Toneshifter, Aftershock), Fedde Le Grand, Sam Feldt. |
| Dreams Tents        | Loco Dice, Adam Beyer, Nina Kraviz, The Martinez Brothers, Charlotte de Witte, Boris Brejcha, Steve Lawler.                                                                     |
| Open Air San Miguel | Disciple. Takeover: (Modestep, Virtual Riot, Barely Alive, Phase One), SaSaSaS, Dimension, Holy Goof, Digital Set by Mad Division Ft. Morodo & Benny Page.                      |
| Swim & Dance Stage  | José AM, Save The Rave, Rafa Alcántara, Loop Stepwalker, Belmont, Jaime Soeiro, Iván García.                                                                                    |
| U’Rock Urban Stage  | Fernandocosta, Foyone, Maka, Gonzalo Casado, Fabio Laza, Mariscal. |

Sábado 10 de agosto
| Escenario           | Artistas |
| ------------------- | --- |
| Stage Brugal        | Steve Angello, Tchami X Malaa, Nervo, Boys Noize, Knife Party, Warface, Dj Nano, José AM, Dellafuente.                                                                         |
| Dreams Tents        | Marco Carola, Joris Voorn, Kolsch, Andrea Oliva, Stepahn Bodzin, Fisher, Edu Imbernon, Gonçalo, Wade.                                                                          |
| Open Air San Miguel | Ghastly, Delta Heavy, Herobust, Technique International Sound (Drumsound & Bassline Smith Ft. Tantrum Desire), Matrix & Futurebound, Congo Natty & The Resistanze, Oto, Mahza. |
| Swim & Dance Stage  | David Jarvis, Rufo, David Moreca, Don Flúor, Serru, Yago In, Blackboss. |
| U’Rock Urban Stage  | AEJ, Zeyder, Oclum, Suriganax, Helena, Abdón. |

### 2022
Asistentes: 110.000 personas.
Miércoles 13 de agosto
Jueves 14 de agosto
Viernes 15 de agosto
Sábado 16 de agosto

### 2023
Asistentes: 135.000 personas.
Miércoles 9 de agosto
Jueves 10 de agosto
Viernes 11 de agosto
Sábado 12 de agosto

### 2024
Asistencia: 120.000 personas.
Jueves 1 de agosto
| Escenario    | Artistas |
| ------------ | --- |
| MainStage    | Anthony Godfather, Miane, Tony Guerra, Miguel Bastida, Wade, Gordo, Gordo B2B Nico Moreno (Worldwide Exclusive).                     |
| Dreams Tents | Brenda Serna, Patrick Mason, Cera Khin, Indira Paganotto, Nico Moreno, Dexphase B2B Skryption.                                       |
| The Cage     | Antídoto Club - Yosef - Digo Armando - Ivan de Diego, Godino, Bad Legs, Aldo Ferrari, Muriel, Guau, Karpin, Rasco, Rasco B2B Karpin. |

Viernes 2 de agosto
| Escenario    | Artistas |
| ------------ | --- |
| MainStage    | Joyse, Fedde Le Grand, Morten, R3hab, W&W, Timmy Trumpet, Brennan Heart, Ghost Stories (Live), Rand-D, The Purgue.       |
| Dreams Tents | Fatima Hajji (Opening Set), Octave One (Live), Joris Voorn, Adam Beyer, Reinier Zonnelveld (Live), Gonçalo, Nina Kraviz. |
| Open Air     | Mbreaks, Kyrist, Andy C, Sullivan King, Svdden Death, Stanton Warriors, Plump Djs, Freestylers.                          |
| The Cage     | Luigi Lopez, Hector Llamazares, Esther Bronchal, Raul Pacheco, Manu Sanchez, Fran DC, Jaime Soeiro.                      |

Sábado 3 de agosto
| Escenario    | Artistas |
| ------------ | --- |
| MainStage    | Inmita Palmera, Nicki Nicole, Inmita Palmera, RVFV, Medvza, David Guetta, Dj Nano, Brian Cross, Paul Van Dyk, Chase & Status (Dj Set).                             |
| Dreams Tents | Francisco Allendes, Pole Position, Cuartero B2B Manda Moor, Loco Dice, Paco Osuna, Jamie Jones B2B Joseph Capriati.                                                |
| Open Air     | Jzik, 1991, Sota, Modestep, Dirtyphonics, Fox Stevenson, Oto, Tortu B2B Jose Rodriguez.                                                                            |
| The Cage     | Vice Music - Bliezt - Sera de Villalta - Salvi Fernandez, Noemi Black, Xryo, Alvaro Sanchez, S.0.K.A.R., Paula Kasbaeh, GNR0, Aerea (Live), Vicente One More Time. |

## Ediciones en Chile
Viña del Mar en Chile se convirtió en el año 2019 en la segunda sede de Dreambeach. La primera edición de Dreambeach en Chile fue el día 12 de enero de dicho año y congregó a más de 20.000 espectadores, siendo considerado todo un éxito. En 2020, tuvo lugar la segunda edición en el Espacio Broadway en Santiago de Chile. La tercera edición (2024 se celebrará en Playa Punta Piedra (Ritoque).

### 2019
Sábado 12 de enero
| Escenario         | Artistas |
| ----------------- | --- |
| Mainstage         | Martin Garrix, Galantis, Nervo, Fedde Le Grand, Brennan Heart, Da Tweekaz, Wildstylez, Julian Jordan, Matisse & Sadko, Brian Cross, KB. |
| Dreams Tent       | Claptone, Pete Tong, Francisco Allendes, Fatima Hajji, Gonçalo, Uner, Carlos A, Morel, Rafa Silva.                                      |
| Alternative Stage | Hans Noise, Mary-B, Inguerzon, Alexx V, Cris Ocaña, Lukas Urrutia, KVM.                                                                 |

### 2020
Sábado 11 de enero

### 2024
Sábado 13 de enero